# 薩徹姆
薩徹姆（英語：Thatcham）是英格蘭伯克郡的一個城鎮，薩徹姆的人口在20世紀後半大幅增加，1951年時有5,000人，1960年時有7,500人，2001年時有22,824人。